# Drepanura loennbergi
Drepanura loennbergi is een springstaartensoort uit de familie van de Entomobryidae. De wetenschappelijke naam van de soort is voor het eerst geldig gepubliceerd in 1899 door Wahlgren.